# Oyanaisy Gelis
Oyanaisy Gelis González (Santiago di Cuba, 21 ottobre 1983) è una cestista cubana.

## Carriera
Con Cuba ha disputato due edizioni dei Campionati mondiali (2006, 2014) e sette dei Campionati americani (2003, 2005, 2007, 2009, 2011, 2013, 2015).